# Podu Iloaiei
Podu Iloaiei és una ciutat del comtat de Iași, a l'oest de Moldàvia (Romania). Té 9.573 habitants el 2011.
Va ser declarada ciutat el 2005. La ciutat administra quatre pobles: Budăi, Cosițeni, Holm i Scobâlțeni.
Es troba a la carretera E58 a 20 km a l'oest de Iași.